# Korba (zamindari)
Korba fou un estat tributari protegit del tipuis zamindari al nord del districte de Bilaspur a les Províncies Centrals, avui a Madhya Pradesh. La població era de 42.122 persones el 1881 repartida en 316 pobles en una superfície de 2.132 km² repartits entre terra plana i muntanya. La vila principal és Korba a la riba del riu Hasdu, a uns 77 km a l'est de Bilaspur a 22° 21′ N, 82° 45′ E / 22.350°N,82.750°E. Encara que salvatge i poc cultivat, el territori és ric en fusta i carbó i amb millors comunicacions haguera estat valuós. El sobirà era un kunwar.